# Wallersdorf
Wallersdorf település Németországban, azon belül Bajorországban. Lakosainak száma 7414 fő (2023. december 31.). Wallersdorf Otzing, Stephansposching, Oberpöring, Pilsting, Landau an der Isar, Eichendorf, Oberschneiding és Straßkirchen községekkel határos.

## Népesség
| Lakosok száma | 5378 | 4280 | 6671 | 6681 | 6789 | 6799 | 6977 | 6965 | 7322 | 7414 |
|               | 1970 | 1975 | 2011 | 2012 | 2014 | 2015 | 2017 | 2019 | 2022 | 2023 |